# Sobór św. Michała Archanioła w Żytomierzu
Sobór św. Michała Archanioła – prawosławny sobór w Żytomierzu, katedra eparchii żytomiersko-owruckiej Kościoła Prawosławnego Ukrainy.
Świątynia znajduje się przy ulicy Kijowskiej. 
Cerkiew ufundował kupiec miejski Michaił Chabotin. Budowę ukończono w 1856 r.; w tym samym roku świątynia została konsekrowana. Zamknięta dla celów kultowych w latach 1927–1942 i ponownie w latach 1960–1991; następnie przekazana Ukraińskiemu Autokefalicznemu Kościołowi Prawosławnemu. W późniejszym okresie była we władaniu Ukraińskiego Kościoła Prawosławnego Patriarchatu Kijowskiego, a od 2018 r. należy do Kościoła Prawosławnego Ukrainy.

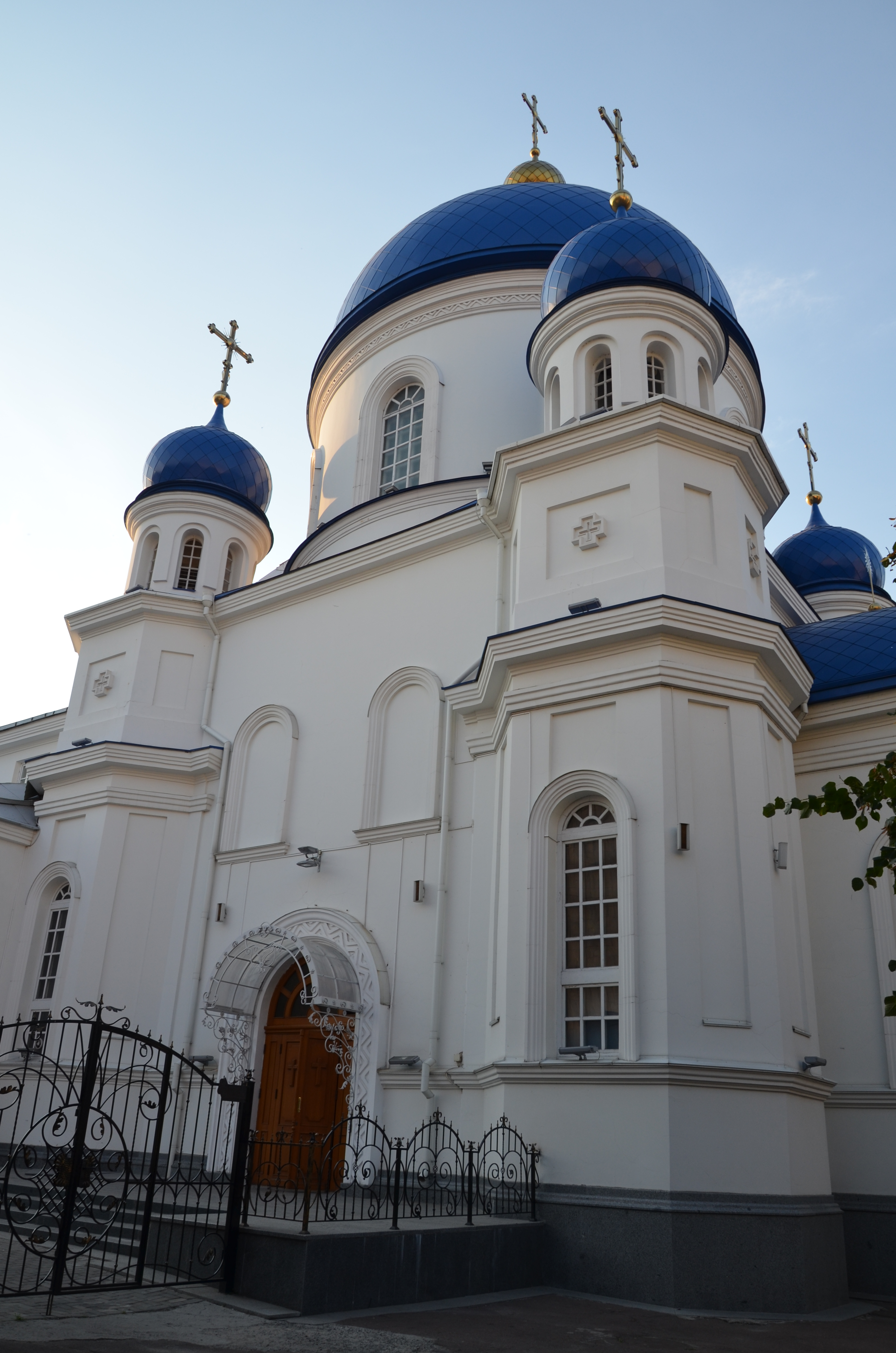
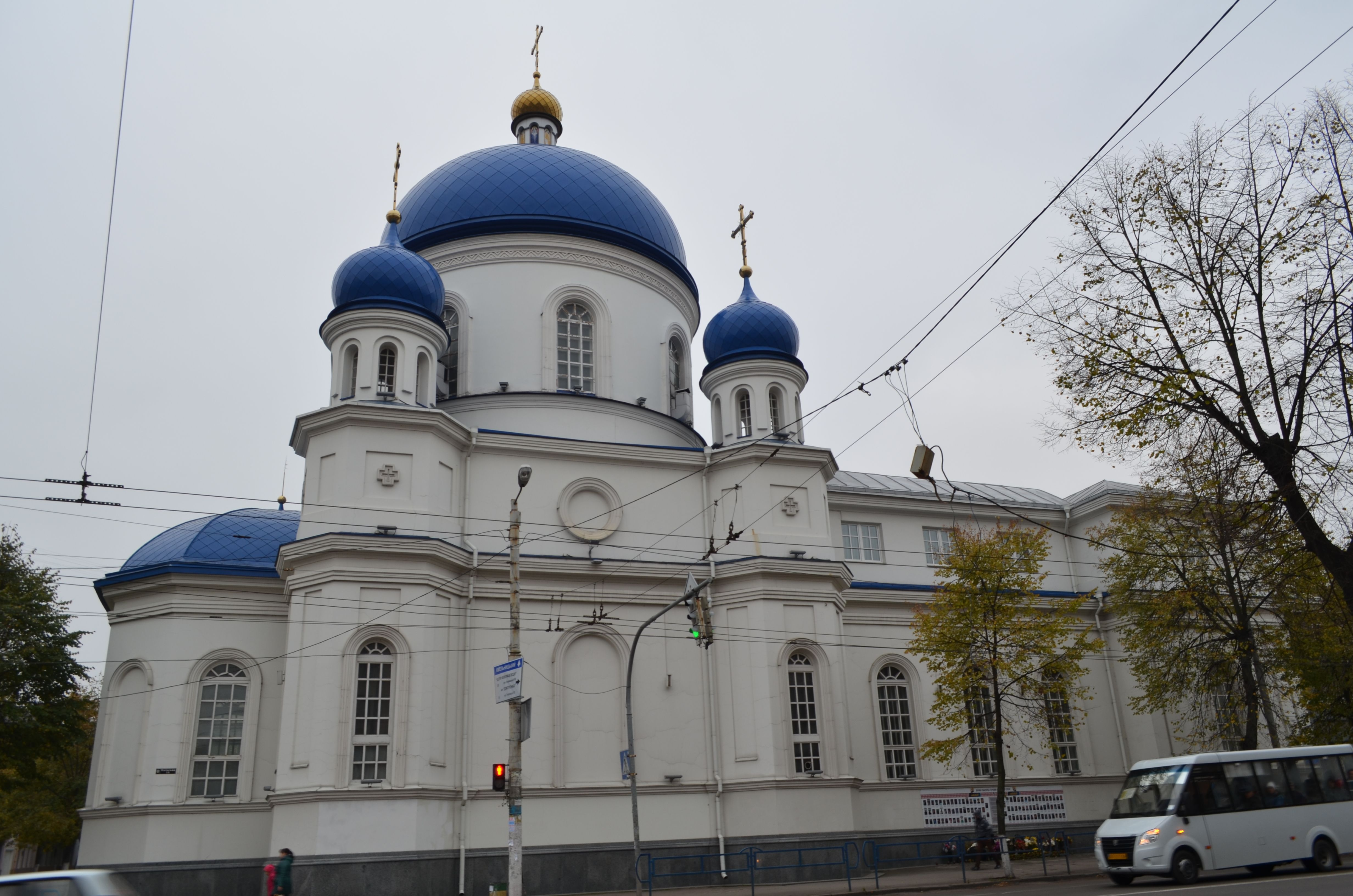
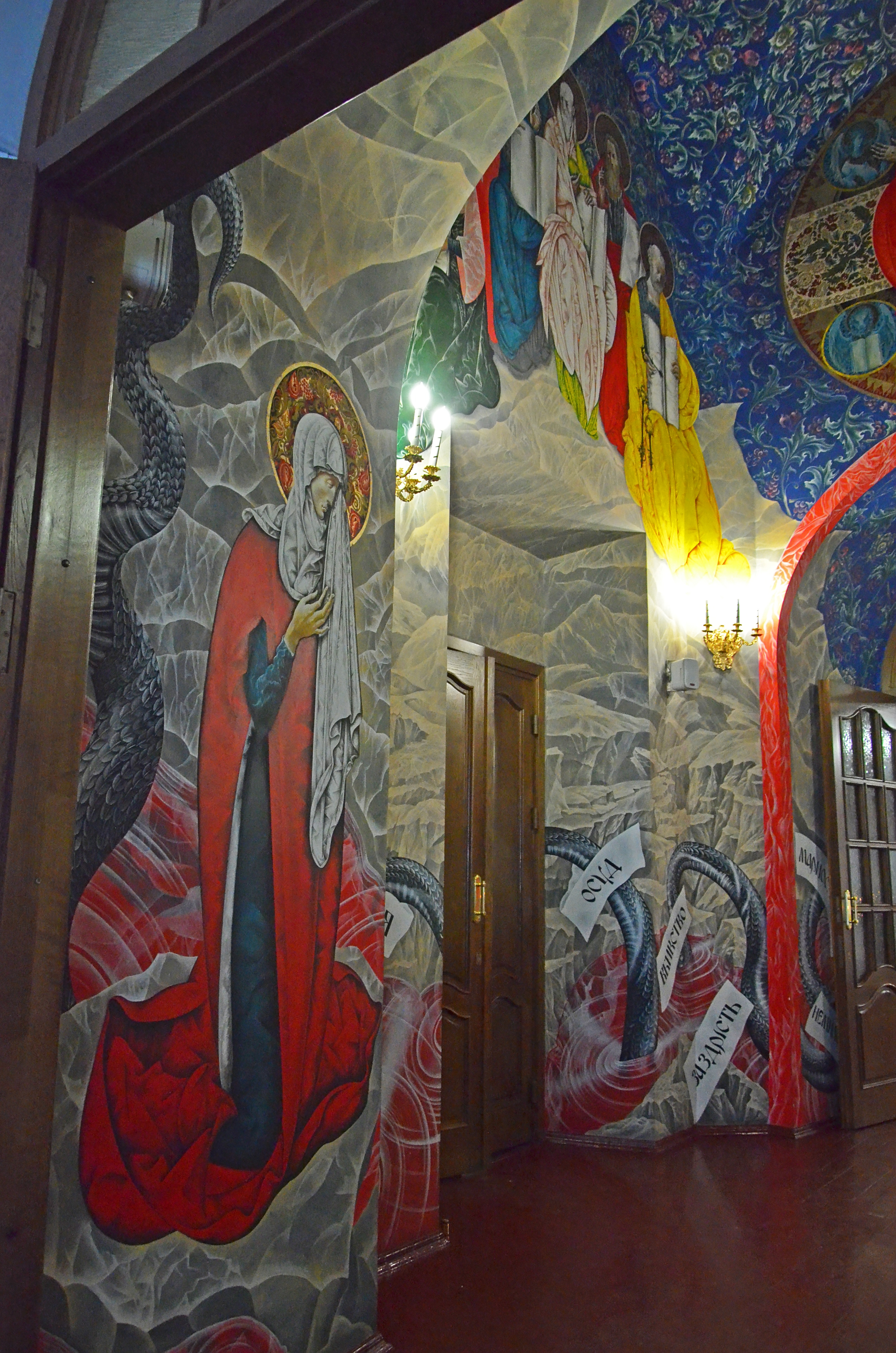